# حديقة ميكومي الوطنية
حديقة ميكومي الوطنية (بالإنجليزية: Mikumi National Park)‏ هي حديقة وطنية تقع بالقرب من مدينة موروغورو في تنزانيا بالقرب من جبال أولوغورو، تغطي الحديقة مساحة 3230 كلم مربع وتعتبر رابع أكبر حديقة وطنية في البلاد.